# Břetislav Ditrych
Břetislav Ditrych (* 29. září 1942, Kolín) je český spisovatel, básník, autor literatury faktu a publicista.

## Život
Narodil se v Polabí. Zde, v městečku Cerhenice, strávil i dětství a mládí a vrací se sem ve svém literárním díle, například v povídkovém souboru Stínové postavy (2011). Ve čtrnácti letech odešel na střední průmyslovou školu do Prahy, která se mu stala novým domovem. Studoval na Vysoké škole ekonomické a větší část života pracoval v projektovém ústavu. V této době zároveň působil jako externí spolupracovník zejména Mladé fronty a Mladého světa, kam přispíval rozhovory a reportážemi, ale rovněž Československé televize, pro kterou psal scénáře dokumentárních filmů. V 90. letech se stal konzultantem pro francouzské společnosti investující v České republice. Francie, její kultura a jazyk jsou Ditrychovou celoživotní láskou. Po odchodu do penze se věnuje usilovněji autorské činnosti především na poli literatury faktu a prózy, ale vydává i první básnické sbírky. Kromě toho pravidelně přispívá do časopisů jako Host, Reflex, Xantypa nebo revue Přísně tajné.
Na jaře 2015 se zúčastnil literárního pobytu v Krakově, který podpořil Mezinárodní visegrádský fond. Soubor sedmi básní, které vznikly během tohoto pobytu, byl přeložen do polštiny.

## Dílo
Nejrozsáhlejší část jeho díla sestává z literatury faktu.
Dominantním tématem jsou počátky letectví. Poprvé se jim věnuje v Báječných mužích na létajících strojích (1994), jež následují Báječné ženy na létajících strojích (2000), životopis patrně nejslavnějšího českého letce První a sám: Neobyčejný život a zbytečná smrt aviatika Jana Kašpara (2001) a příběhy snílků a dobrodruhů z dob ještě ranějších v knize Jak létají sny (2008).
Do oblak bere čtenáře i v Světě pod barevnými křídly (1997), kde zaznamenává dobrodružné cesty pilota ultralehkých letounů Jiřího Zítky, v knize Sláva balonům! (2005) pojednávající o počátcích balonového létání v Čechách, a naposledy v Proti Rudému baronovi (2011) o Manfredu von Richthofenovi i těch, se kterými se ve vzdušných soubojích utkával či mohl utkat.
Další část jeho dokumentárního díla se váže k rodnému Polabí. Patří sem zejména Co se stalo v Cerhenicích (2006), mikrohistorie života na malém středočeském městečku na pozadí velkých dějinných událostí 20. století, ale i životopisy lidí, kteří jsou s Ditrychovým rodným krajem spojeni. Jde o herečku a dlouholetou členku činohry Národního divadla Blanku Waleskou, která se v Cerhenicích narodila a vyrůstala (Dívka s červenými vlasy, 2010; spoluautor Josef Vedlich), zápasníka Gustava Frištenského, který pochází z od Cerhenic osm kilometrů vzdáleného Kamhájku (S pozdravem Síle Zdar Gustav Frištenský, 2003) a nejnověji Bohumíra Jana Dlabače, neprávem zapomínaného cerhenického rodáka, premonstrátského kněze, spisovatele, překladatele a ředitele pražské Strahovské knihovny (Bohumíre, Čechu slavný, 2017). Polabská krajina a Cerhenice sehrávají významnou roli i v Ditrychově díle básnickém a prozaickém.
K tragickým událostem druhé světové války se Ditrych vrací v knize věnované osudu moravské osady Javoříčko s názvem Proč Javoříčko? (2015), jež v roce 2016 získala Hlavní cenu Petra Jilemnického, a v dokumentární reportáži o osudu krakovských Židů Tábor ve stínu Osvětimi (2017).
Širokou paletu profilů historických osobností nakonec nabízí v knize V jiném světle (2017) s podtitulem "Příběhy, které možná neznáte".
Jeho básnické sbírky, vydávané až v posledních letech (Pozdní sběr, 2007; Umřel v stromě, 2009; Jen tak, 2009; Někdy někde, 2012), jsou charakterizovány působivými obrazy krajiny a života na venkově čerpajícími z autorovy vlastní zkušenosti. Často jsou svého druhu záznamy zachycenými úspornou a prostou formou, bez bombastičnosti a patosu. Pozdní sběr doprovázejí ilustrace Jaroslava Sůry, básně v Umřel v stromě doplňují dosud neznámé fotografie Jindřicha Štreita (část sbírky byla zhudebněna triem pro komorní hudbu a poezii Protější země) a sbírka Někdy někde, která vznikla ve spolupráci s malířkou Marcelou Burdovou.
Další Ditrychovou sbírkou je rozsáhlá poéma Hořce voní Arnika / Jiná Šumava, která vyšla v závěru roku 2015. Literární historik a kritik Aleš Haman ji v doslovu přiléhavě nazývá "básnickým dokumentem." Soubor volně doprovází čtyřicet historických fotografií z Muzea Fotoatelier Seidel v Českém Krumlově spolu s Ditrychovými vlastními snímky. Do němčiny poému přebásnil Friedrich Brandl. Sbírka obdržela první cenu v kategorii beletrie a poezie Šumava Litera 2016 a Cenu Johanna Steinbrenera. Úryvek z ní byl zařazen do almanachu Nejlepší české básně 2016, který pravidelně vydává nakladatelství Host.
Básněmi vyjadřuje Ditrych nakonec i vztah k Francii, naposled ve vícežánrové kompozici Prostě Paříž (2016) s podtitulem "Básně, zkrácené příběhy, poznámky", kterou výtvarně doprovodila Gabriela Nováková. Několik jeho básní a esejů bylo také zařazeno do knižního souboru Doteky Francie (2016).
Prozatím poslední Ditrychova sbírka, vydaná v edici Polabští básníci, nese název Tísňové volání (2017).
Prozaickou část jeho tvorby zastupují Stínové postavy (2011), v nichž je historie (zde nejmenované) polabské obce působivě převyprávěna beletristickou formou v příbězích souboru většinou skutečně žijících postav. V knize Nemít sny (2013) tvoří podstatnou část novela "Výlet na Wannsee" s neobvyklým příběhem hlavní postavy Horsta, pocházejícího z položidovské rodiny ze Znojma. Do Horstova dětství a života celé rodiny zasáhne válka a norimberské zákony.
Tematický záběr jeho publicistické činnosti je značně široký. Sahá od české kultury, včetně příběhů českých umělců v zahraničí, zejména ve Francii (Václav Radimský, Bohumil Kafka a další), k historickým událostem a postavám. Podrobně se zabýval například osobností Milana Rastislava Štefánika.